# 서부초등학교 (충남)
서부초등학교는 대한민국 충청남도 홍성군 서부면 이호리에 있는 공립 초등학교이다.

## 학교 연혁
- 1932년 7월 8일 서부공립보통학교 개교(4년제, 설립인가 6월 20일)
- 1938년 4월 1일 서부공립심상소학교로 개칭
- 1940년 4월 1일 수업 연한 6년으로 연장
- 1941년 4월 1일 서부공립국민학교로 개칭
- 1949년 9년 1일 천수국민학교로 분리
- 1950년 6월 5일 서부국민학교로 교명 변경
- 1969년 3월 1일 상황분교장 설립인가
- 1972년 3월 1일 상황국민학교 분리
- 1976년 11월 5일 본관 2층 교사 증축(4개 교실)
- 1981년 3월 9일 병설유치원 개원 (1학급)
- 1981년 7월 20일 본관 2층 교사 증축(4개 교실)
- 1992년 3월 1일 상황분교장 본교 편입
- 1994년 12월 22일 급식실 신축(190평방미터)
- 1996년 3월 1일 서부초등학교로 교명 변경
- 1999년 9월 1일 상황분교장 통폐합, 6학급 편성(초등6학급, 유치원1학급)
- 2007년 3월 1일 신당초등학교 천수분교장 통폐합, 6학급 편성
- 2008년 5월 1일 본동교사 교실 1실 증측
- 2008년 8월 29일 본동교사 교실 1실 증측
- 2013년 2월 15일 제78회 졸업(졸업생 5,053명)
- 2013년 3월 1일 7학급 편성(일반6,특수1), 유치원 1학급 편성
- 2014년 2월 14일 제79회 졸업(졸업생 5,063명)
- 2014년 3월 1일 7학급 편성(일반6,특수1), 유치원 1학급 편성

## 참고 자료
- 서부초등학교 - 한국교육학술정보원 학교알리미